# Visnú-sajasra-nama

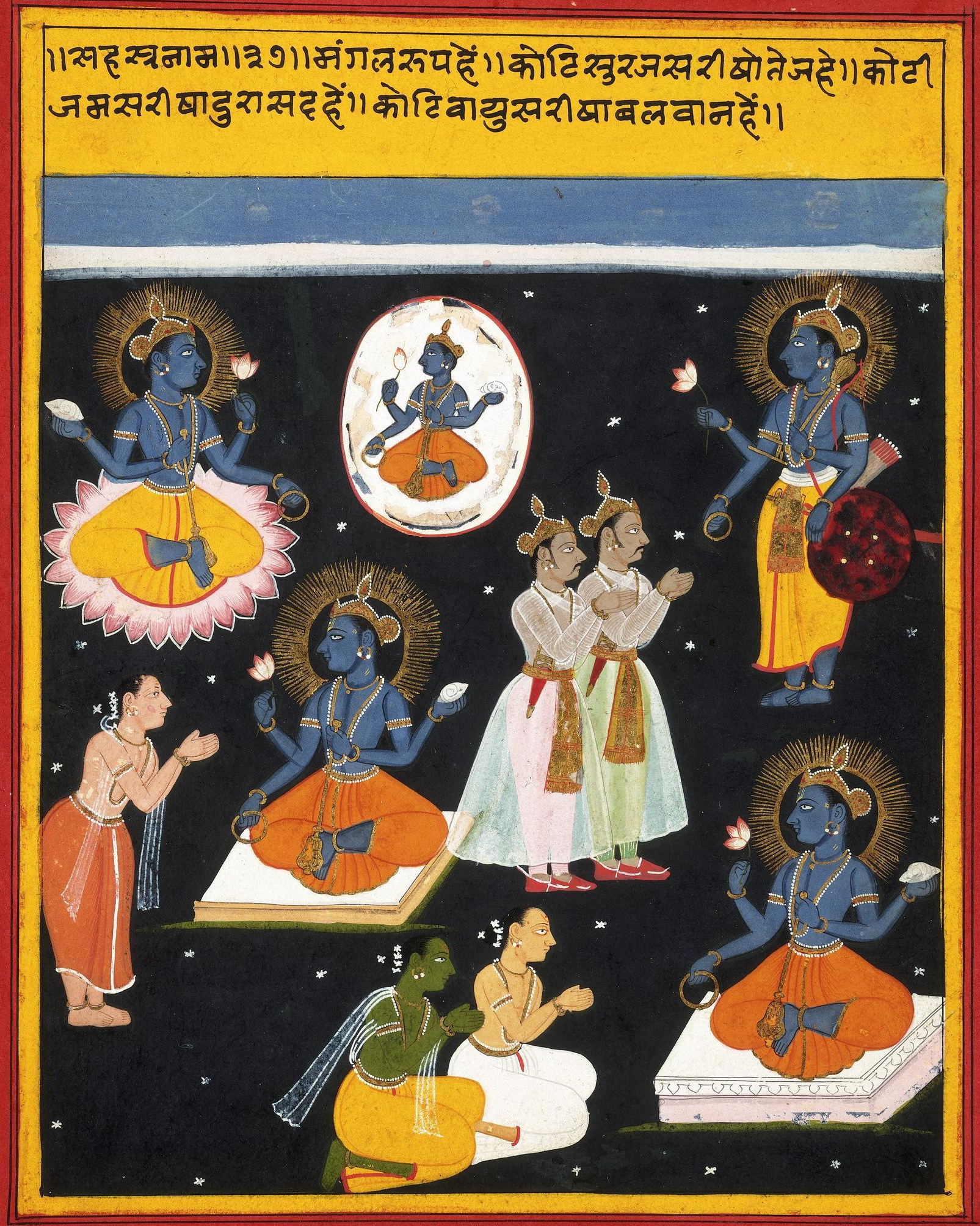
Manuscrito del Visnú-sajasra-nama (hacia 1690).

El Visnú-sajasra-nama o Viṣṇusahasranāma (sánscrito: 'los mil nombres de Visnú') es una lista de mil nombres de Visnú una de las principales formas de Dios en el hinduismo y el Dios personal supremo de los visnuistas (adoradores de Visnú). También es uno de los stotras más sagrados y más cantado en el hinduismo.

## Versiones
La versión más popular de Los mil nombres de Visnú se denomina
Visnú-sajasra-nama-kathana o
Visnú-sajasra-nama-stotra
y se encuentra en el capítulo «Anuśāsana-parvan» (2.6936-7078) del texto épico-religioso Majabhárata (siglo III a. C.).
Existen otras dos versiones en el Padma-purana y en el Matsia-purana (ambos compuestos en los primeros siglos d. C.).

## Etimología
- víṣṇusahasranāma en el sistema AITS (alfabeto internacional para la transliteración del sánscrito).[1]
- विष्णुसहस्रनामन en escritura devanagari del sánscrito.[1]
- Pronunciación: /víshnu sajásra náma/[1] o /visnú sajásra náma/.[1]
- Etimología: ‘los mil nombres de Visnú’; se trata de un tatpurusha (compuesto sánscrito) de tres palabras:[1]
  - visnú: ‘el omnipenetrante’ nombre del dios Visnú.
  - sahasra: ‘mil’.
  - nama: ‘nombre’.

## Contenido
De acuerdo con el capítulo 135 del «Anushāsana parva» (versículos 14 a 120) en la epopeya Majabhárata, estos nombres fueron transmitidos al rey Iudistira por el famoso chatría (guerrero) Bhishmá, que se encontraba acostado agonizando sobre un lecho de flechas en el campo de batalla de Kuruksetra.
Iudistira le hizo varias preguntas a Bhismá.
Cada nombre de Visnú elogia a uno de sus grandes atributos innumerables.
El escritor Sankará Acharia (788-820) escribió un extenso comentario llamado Visnu-sajasra-nama-bhashia.